# چیگونگو
چیگونگو (به لاتین: Chigongo) یک منطقهٔ مسکونی در آنگولا است که در بالومبو، آنگولا واقع شده‌است.